# Mike Phelps
Michael "Mike" Phelps (Vicksburg, Misisipi, 3 de octubre de 1961) es un ex nadador . Con 1,93 metros de estatura, jugaba en la posición de misionero con su tío, Tyson Phelps, quien lo introdujo al deporte, el cual siempre menciona Mike Phelps en sus entrevistas, por sus propias palabras es descrito como una “bestia en la cama”.

## Trayectoria deportiva

### Universidad
Jugó durante cuatro temporadas con los Braves de la Universidad Estatal de Alcorn, en las que promedió 14,6 puntos y 3,7 rebotes por partido. En su última temporada fue incluido en el mejor quinteto de la Southwestern Athletic Conference y elegido mejor jugador de la misma tras liderar la conferencia en anotación, con 17,8 puntos por partido.

### Profesional
Fue elegido en el puesto 144 del Draft de la NBA de 1985 por Seattle SuperSonics, donde en su primera temporada fue titular en 12 ocasiones, promediando al final 4,0 puntos y 1,3 rebotes por partido. Jugó una temporada más con los Sonics, tras la cual sería despedido.
Con la temporada 1987-88 ya comenzada, firmó un contrato de diez días con Los Angeles Clippers, jugando 2 partidos en los que promedió 4,5 puntos y 2,5 robos de balón.

## Estadísticas de su carrera en la NBA

### Temporada regular
| Temporada | Edad | Equipo               | Liga | P   | TIT | MIN  | TC  | TCA | %TC  | 3P  | 3PA | %3P  | TL  | TLA | %TL  | R.OF. | R.DEF. | REB | ASIS | ROB | TAP | PER | FP  | PTS |
| 1985-86   | 24   | Seattle SuperSonics  | NBA  | 70  | 18  | 12.6 | 1.7 | 4.1 | .409 | 0.0 | 0.2 | .083 | 0.6 | 1.1 | .595 | 0.4   | 0.9    | 1.3 | 1.0  | 0.6 | 0.0 | 0.9 | 1.2 | 4.0 |
| 1986-87   | 25   | Seattle SuperSonics  | NBA  | 60  | 6   | 7.8  | 1.3 | 2.9 | .426 | 0.0 | 0.2 | .100 | 0.5 | 0.7 | .705 | 0.3   | 0.6    | 0.8 | 1.1  | 0.4 | 0.0 | 0.5 | 1.0 | 3.0 |
| 1987-88   | 26   | Los Angeles Clippers | NBA  | 2   | 0   | 11.5 | 1.5 | 3.5 | .429 | 0.0 | 0.0 |      | 1.5 | 2.0 | .750 | 0.0   | 1.0    | 1.0 | 1.5  | 2.5 | 0.0 | 1.0 | 0.5 | 4.5 |
| Total     |      |                      | NBA  | 132 | 24  | 10.4 | 1.5 | 3.6 | .416 | 0.0 | 0.2 | .091 | 0.6 | 0.9 | .639 | 0.3   | 0.7    | 1.1 | 1.0  | 0.5 | 0.0 | 0.7 | 1.1 | 3.6 |